# 唐澤一路
唐澤 一路（からさわ かずみち、1982年5月10日 - ）は、日本の男優、映画プロデューサー、株式会社カッシー代表取締役社長。長野県出身。

## 人物
川越東高等学校、東京電機大学理工学部卒業。理工学研究科修士課程修了。
2008年、映画『20世紀少年』のエキストラに参加したことがきっかけで撮影現場に足を運びだす。
2015年、関西テレビ『村上マヨネーズのツッコませて頂きます!』にて「ネガティブ男の唐澤くん」として特集、シリーズ化された。
2019年、株式会社カッシーを設立。
2025年、TBS『マツコの知らない世界』　「40代からの婚活の世界」婚活男性として出演した動画がSNSで拡散される。

## 作品

### 映画
- 『あるいは、ユートピア』　監督：金允珠（2024年11月16日、Amazon MGM Studios）　現場精算
- 『サユリ』　監督：白石晃士（2024年8月23日公開、ショウゲート）　プロダクション協力
- 『オカルト地蔵』　監督：夏目大一朗、杉本末男、唐澤一路　プロデュース・出演(2023)
- 『怪奇タクシー 風の夜道に気をつけろ！』　監督：夏目大一朗　制作担当(2022)
- 『私だってするんです1＆2』　監督：荒木憲司　宣伝プロデューサー
- 『おっさんずブルース』　監督：荒木憲司ほか　制作協力(2022)
- 『シャーマンの娘』　監督：井坂優介　制作協力(2022)
- 『極私的生誕４０周年記念映画』　監督：長谷川千紗　制作・ロケ地提供・出演(2022)
- 『呪詛奇談ゾググ』　監督：望月元気　佐津川真一役/企画・プロデューサー(2021)
- 『現代怪奇百物語 弐之章』　監督：松本了　酒田昌弘役 / スチール ・制作協力(2020)
- 『オワイノヒトガタ』　監督：死の原惨太郎　戸張良夫（主演）/第10回うんこ映画祭最優秀作品 受賞、ゆうばり国際ファンタスティック映画祭2020「フォービデンゾーン」上映(2020)
- 『劇場版 現代怪奇百物語 壱之章』　監督：松本了　アイドルファン役(2019)
- 『星に願いを』　監督：佐々木勝己　ライブ観客役(2020)
- 『歌ってみた恋してみた』　監督：西荻ミナミ　デートをする男性役(2020)
- 『エリカ38』　樹木希林企画　監督：日比遊一　演出部(2020)
- 『俺は前世に恋をする』　監督：荒木憲司　プロデュース/出演/美術/制作進行/広報/宣伝(2020)
- 『地球』　監督：かげやましゅう　ケン役(2017)
- 『劇場版 THE NEXT GENERATION-パトレイバー-首都決戦』　監督：押井守　特車二課整備員役(2015)
- 『舟を編む』　監督：石井裕也　アルバイト編集員役(2013)

### テレビ
- TBS『マツコの知らない世界』　「30代からの婚活の世界」[3]婚活男性　（2025.07.08）
- TBS『マツコの知らない世界』　「40代からの婚活の世界」婚活男性　（2025.04.01）
- Disney+『フクロウと呼ばれた男』　監督：森義隆、石井裕也、松本優作　衛生担当 （2024）
- Netflix『サンクチュアリ -聖域-』　監督：江口カン　序の口行司役（2023）
- TOKYOMX2『妖ばなし』#70,71　監督：杉本末男　録音（2023）
- 関西テレビ『村上マヨネーズのツッコませて頂きます！』超ネガティブ男・唐澤君応援企画シリーズ  村マヨ神セブンは今？（2018）
- 関西テレビ『村上マヨネーズのツッコませて頂きます！』超ネガティブ男・唐澤君応援企画シリーズ 第7弾、第8弾、第9弾、第10弾（2017）
- 関西テレビ『村上マヨネーズのツッコませて頂きます！』超ネガティブ男・唐澤君応援企画シリーズ 第3弾、第4弾、第5弾（1時間SP）、第6弾（2016）
- 関西テレビ『村上マヨネーズのツッコませて頂きます！』超ネガティブ男・唐澤君応援企画シリーズ 第1弾、第2弾（2015）
- NHK『ランチのアッコちゃん』第6話　監督：湯浅 弘章　カメラマン役（2015）
- 『THE NEXT GENERATION-パトレイバー』＃0~12　監督：押井守、辻本貴則、湯浅弘章、田口清隆　特車2課整備員役（2014）
- TBS「有田とマツコと男と女」なんでもしゃべれる50人（2012）
- TX 『さばドル』#5,6,10,11　マネージャー役（2012）

### オリジナルドラマ
- 『パニッシュ-塾の生徒と不倫した夫に制裁配信-』 監督：竹内遼　FANY:D　ライン・プロデューサー
- 『心霊玉手匣　 constellation』　監督：岩澤宏樹　調査員唐澤役/ナレーション/カメラ/スチール（2018）
- 『WONDER TRIP LOVER』　監督：岩澤宏樹　調査員唐澤役（2018）
- 『心霊玉手匣』3,4　監督：岩澤宏樹　調査員唐澤役/ナレーション（2015）
- 『心霊玉手匣』1,2　監督：岩澤宏樹　調査員唐澤役/ナレーション（2014）